# Crimes & Reasons
Crimes & Reasons is het vierde studioalbum van de gitarist Steve Thorne. Het werd grotendeels opgenomen in Southampton, de drum- en baspartijen elders. Thorne zakte met het album weg in somberheid. Hij vindt dat het Verenigd Koninkrijk geen optimale plek is en komt zelfs tot een scheldpartij in Fadeaway. Already dead gaat over televisieverslaving, Bullets and babies over kindsoldaten, Modern curse over hebzucht.

## Musici
Voor de muziek gebruikte Thorne een aantal min of meer bekende musici uit de progressieve rockbeweging:  
- Steve Thorne – alle muziekinstrumenten behalve
- Gary Chandler – gitaar (2, 7)
- Tony Levin – basgitaar, Chapman Stick (2, 5)
- Martin Orford – dwarsfluit (4, 6)
- Nick D'Virgilio – slagwerk (1, 2, 3, 6, 9, 10)
- Bob White – slagwerk (5, 7, 8 )

## Muziek
| Nr. | Titel                    | Duur |
| --- | ------------------------ | ---- |
| 1.  | Alreeady dead            | 5:08 |
| 2.  | Bullets and babies       | 4;46 |
| 3.  | Crimes and reasons       | 4:23 |
| 4.  | Everything under the sun | 4:37 |
| 5.  | Fadeaway                 | 3:42 |
| 6.  | Moth to flame            | 8:05 |
| 7.  | Blue yonder              | 4:36 |
| 8.  | Making plans             | 6:19 |
| 9.  | Modern curse             | 4;34 |
| 10. | Distant thunder          | 8:05 |